# Новиков, Дмитрий Павлович
Дмитрий Павлович Новиков (род. 5 января 1989) — российский политический деятель, депутат Государственной думы РФ VIII созыва (с 2025).

## Биография
Родился 5 января 1989 года. В 2011 году окончил Вологодскую государственную молочнохозяйственную академию по специальности «инженер-технолог» и в том же году стал членом ЛДПР.
С 2015 по 2017 год находился на общественно-партийной работе, возглавляя отделы партии в ряде федеральных округов. В марте 2017 года лидер партии Владимир Вольфович Жириновский назначил Дмитрия Новикова на должность руководителя Управления организационно-партийной работы. На этом посту он курировал партийную деятельность в ряде регионов, а также участвовал в регулировании региональных избирательных кампаний партии. 
12 августа 2021 года был назначен на должность члена Центральной избирательной комиссии РФ с правом совещательного голоса. Кроме того, являлся членом Центрального аппарата и Высшего совета ЛДПР.
16 апреля 2025 года получил вакантный мандат депутата Государственной Думы Федерального Собрания Российской Федерации VIII созыва, освободившийся после прекращения полномочий Юрия Напсо.

## Личная жизнь
Дмитрий Новиков женат. У него есть дочь.